# Isla Akdamar
La isla Akdamar (en turco: Akdamar Adası) también escrito como Akhtamar o en armenio, Aghtamar, es una pequeña isla lacustre de Turquía, la segunda por su tamaño de las cuatro islas del lago Van, en el sur de la región de Anatolia Oriental, en la provincia de Van. Tiene de 0,7 km² y está situada a unos 3,0 km de la costa. En el extremo occidental de la isla se encuentra un acantilado duro, gris, de piedra caliza que se eleva 80 m sobre el nivel del lago (1912 m s. n. m.). Es el sitio donde se ubica una iglesia catedral armenia del siglo X, conocida como la Catedral armenia de la Santa Cruz (915-921), que fue la sede de un Catholicós (autoridad religiosa) de Armenia de 1116 a 1895.

## Galería

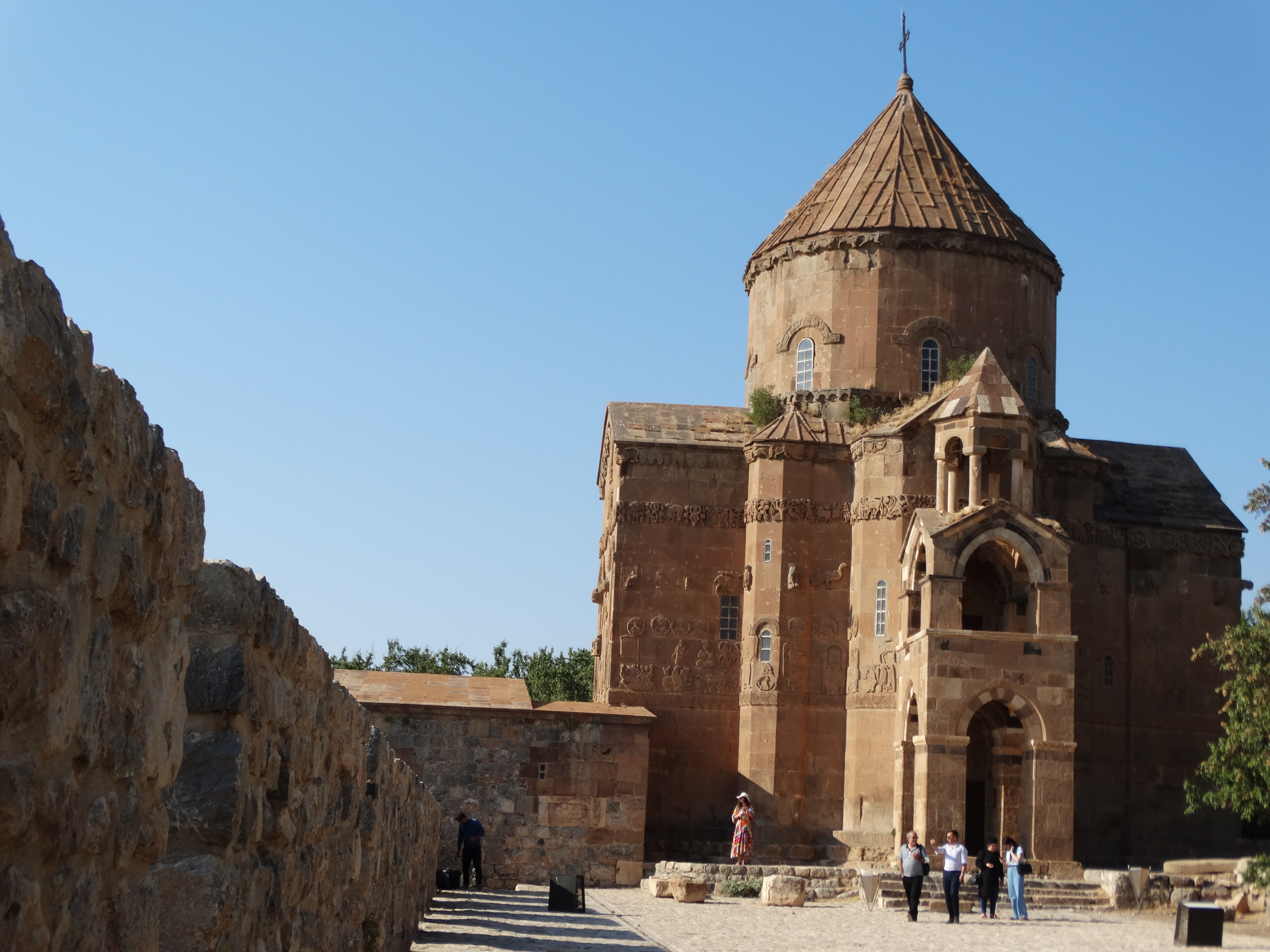
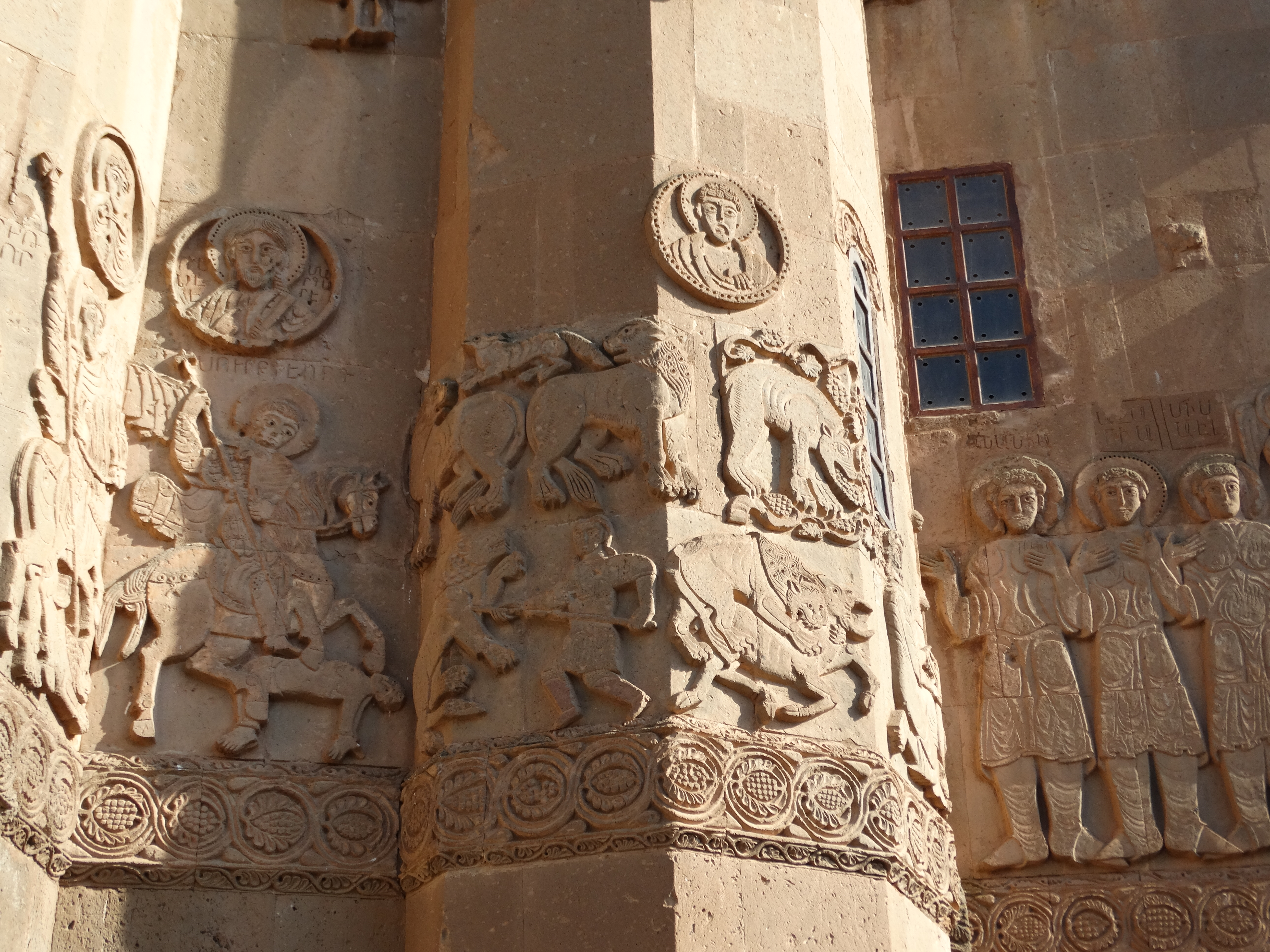
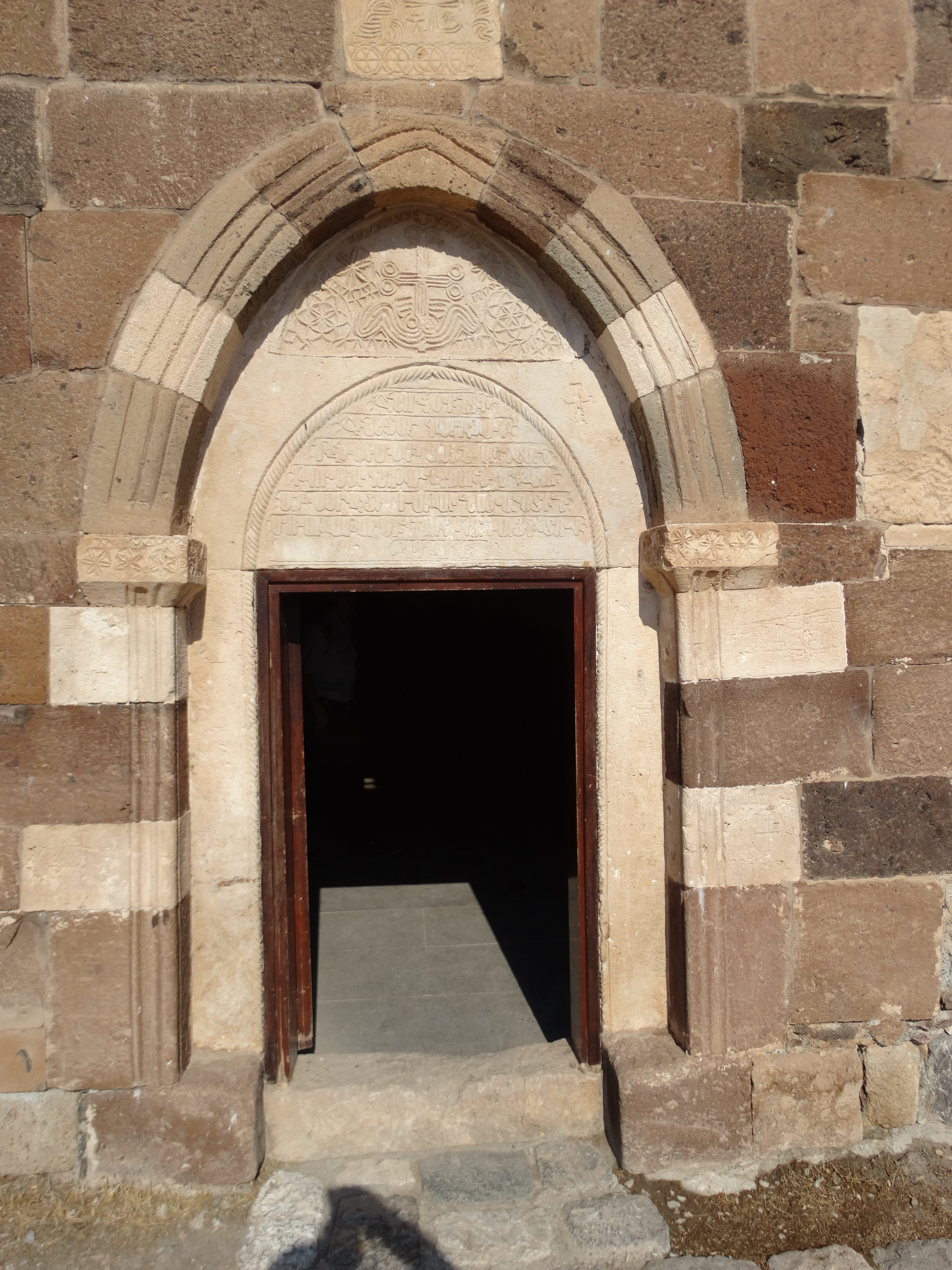
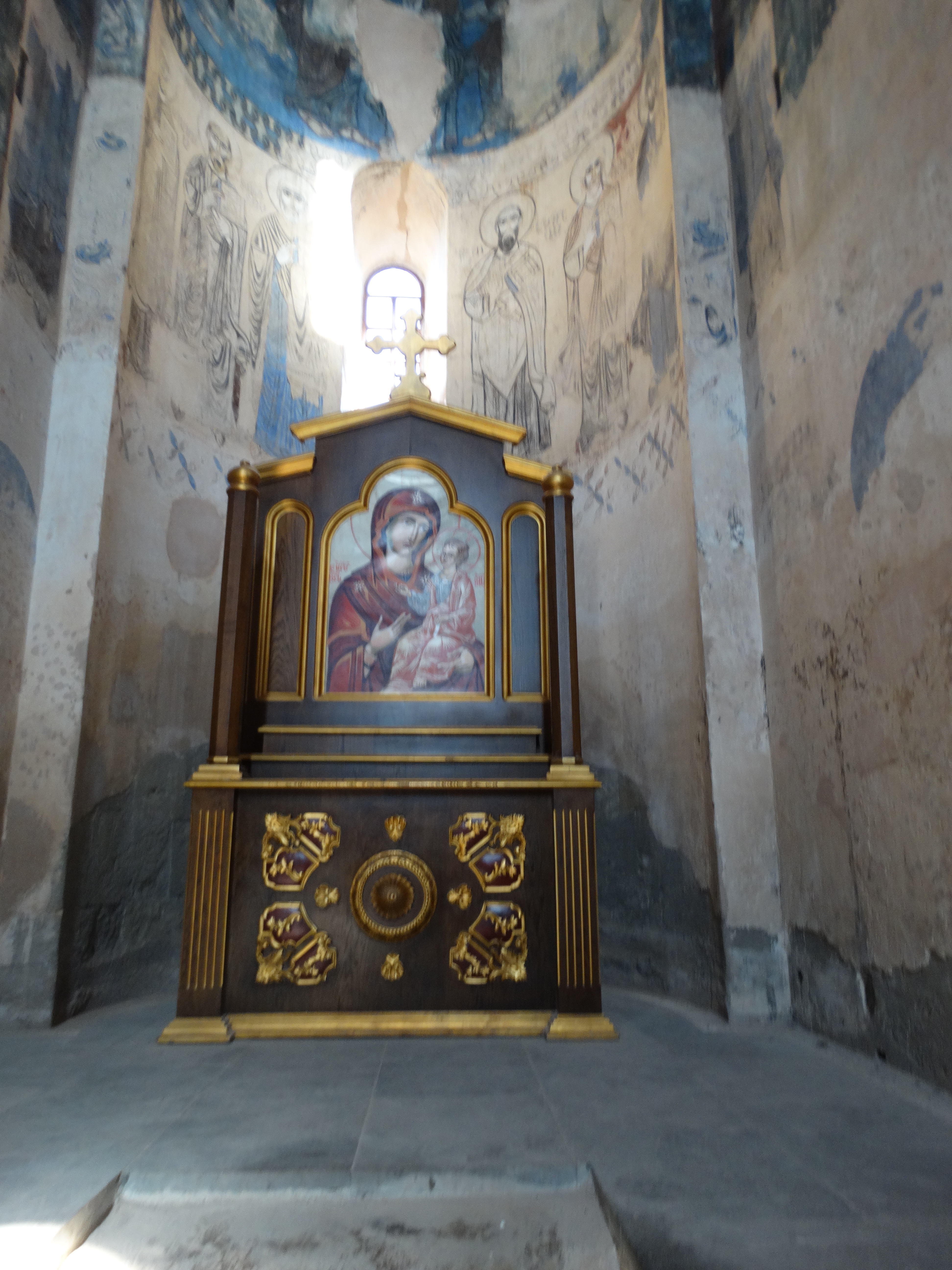
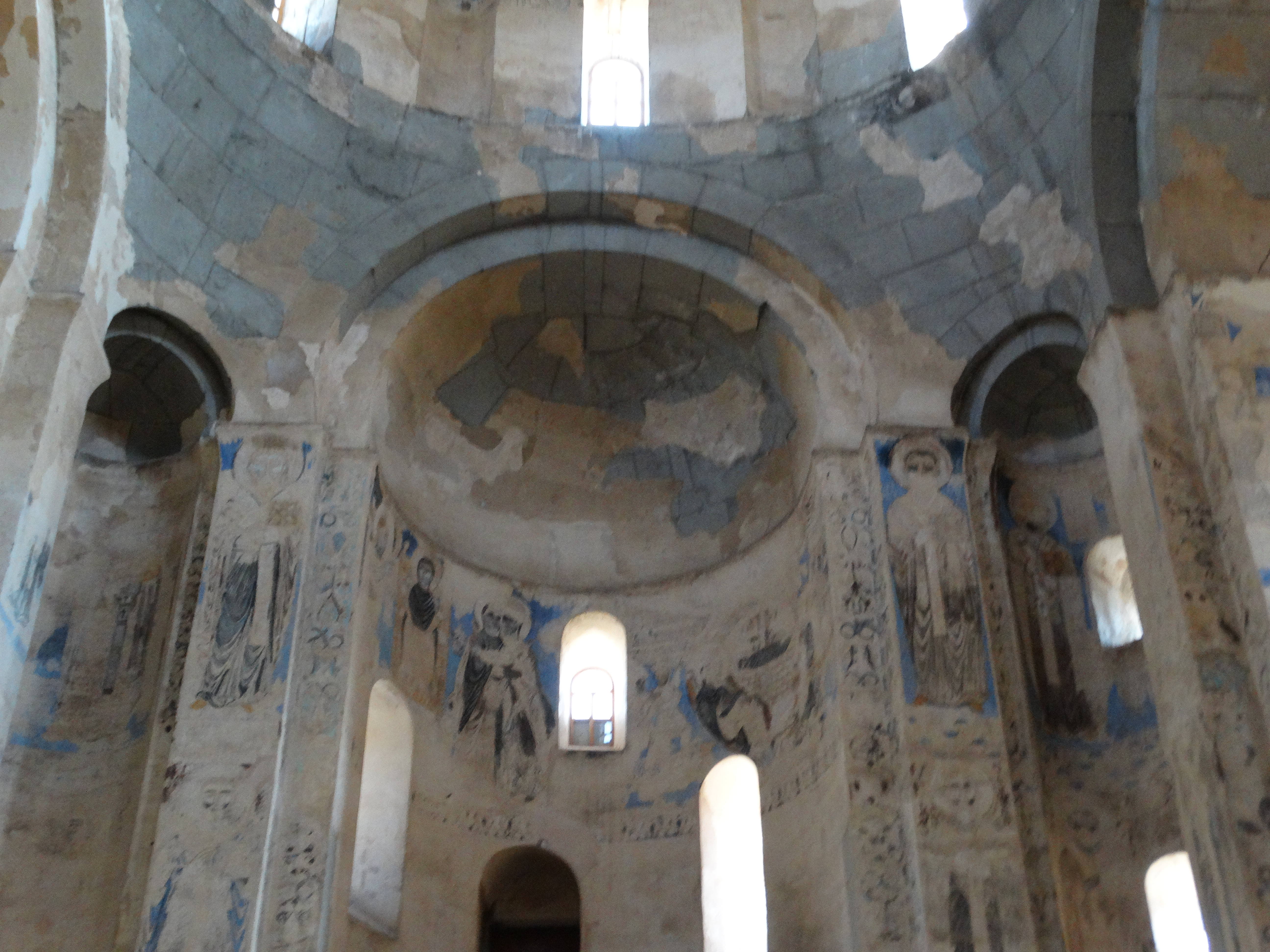